# Liste des médaillés olympiques en athlétisme - anciennes épreuves
Cette page présente la liste des médaillés olympiques en athlétisme dans des épreuves ne figurant plus au programme.

## Hommes

### 60 m
| Édition | Or                     | Argent                 | Bronze               |
| ------- | ---------------------- | ---------------------- | -------------------- |
| 1900    | Alvin Kraenzlein (USA) | John Tewksbury (USA)   | Stanley Rowley (AUS) |
| 1904    | Archie Hahn (USA)      | William Hogenson (USA) | Fay Moulton (USA)    |

### 5 miles
(8 047 mètres)
| Édition | Or               | Argent            | Bronze               |
| ------- | ---------------- | ----------------- | -------------------- |
| 1908    | Emil Voigt (GBR) | Edward Owen (GBR) | Johan Svanberg (SWE) |

### 200 m haies
| Édition | Or                     | Argent                 | Bronze               |
| ------- | ---------------------- | ---------------------- | -------------------- |
| 1900    | Alvin Kraenzlein (USA) | Norman Pritchard (IND) | John Tewksbury (USA) |
| 1904    | Harry Hillman (USA)    | Frank Castleman (USA)  | George Poage (USA)   |

### 2 500 m steeple
| Édition | Or                 | Argent                | Bronze                  |
| ------- | ------------------ | --------------------- | ----------------------- |
| 1900    | George Orton (CAN) | Sidney Robinson (GBR) | Jacques Chastanié (FRA) |

### 2 590 m steeple
| Édition | Or                  | Argent          | Bronze              |
| ------- | ------------------- | --------------- | ------------------- |
| 1904    | Jim Lightbody (USA) | John Daly (GBR) | Arthur Newton (USA) |

### 3 200 m steeple
| Édition | Or                   | Argent                 | Bronze            |
| ------- | -------------------- | ---------------------- | ----------------- |
| 1908    | Arthur Russell (GBR) | Archie Robertson (GBR) | John Eisele (USA) |

### 4 000 m steeple
| Édition | Or                | Argent                | Bronze                |
| ------- | ----------------- | --------------------- | --------------------- |
| 1900    | John Rimmer (GBR) | Charles Bennett (GBR) | Sidney Robinson (GBR) |

### Relais olympique
| Édition | Or                                                                      | Argent                                                         | Bronze                                                   |
| ------- | ----------------------------------------------------------------------- | -------------------------------------------------------------- | -------------------------------------------------------- |
| 1908    | États-Unis William Hamilton Nathaniel Cartmell John Taylor Mel Sheppard | Allemagne Arthur Hoffmann Hans Eicke Otto Trieloff Hanns Braun | Hongrie Pál Simon Frigyes Wiesner József Nagy Ödön Bodor |

### 3 000 m par équipe
| Édition | Or                                                                       | Argent                                                              | Bronze                                                                                |
| ------- | ------------------------------------------------------------------------ | ------------------------------------------------------------------- | ------------------------------------------------------------------------------------- |
| 1912    | États-Unis Tell Berna George Bonhag Abel Kiviat Henry Scott Norman Taber | Suède Bror Fock Nils Frykberg Thorild Olsson Ernst Wide John Zander | Grande-Bretagne William Cottrill George Hutson William Moore Edward Owen Cyril Porter |
| 1920    | États-Unis Horace Brown Ivan Dresser Arlie Schardt                       | Grande-Bretagne Charles Blewitt Albert Hill William Seagrove        | Suède Eric Backman Sven Lundgren Edvin Wide                                           |
| 1924    | Finlande Elias Katz Paavo Nurmi Ville Ritola                             | Grande-Bretagne Harry Johnston Bernhard McDonald George Webber      | États-Unis William Cox Edward Kirby Willard Tibbetts                                  |

### 3 miles par équipe
| Édition | Or                                                            | Argent                                             | Bronze                                               |
| ------- | ------------------------------------------------------------- | -------------------------------------------------- | ---------------------------------------------------- |
| 1908    | Grande-Bretagne Joseph Deakin Archie Robertson William Coales | États-Unis John Eisele George Bonhag Herbert Trube | France Louis de Fleurac Joseph Dreher Paul Lizandier |

### 5 000 m par équipe
| Édition | Or                                                                                   | Argent                                                                                  | Bronze |
| ------- | ------------------------------------------------------------------------------------ | --------------------------------------------------------------------------------------- | ------ |
| 1900    | Équipe mixte Charles Bennett John Rimmer Sidney Robinson Alfred Tysoe Stanley Rowley | France Henri Deloge Gaston Ragueneau Jacques Chastanié André Castanet Albert Champoudry |        |

### 4 miles par équipe
| Édition | Or                                                                                   | Argent                                                                          | Bronze |
| ------- | ------------------------------------------------------------------------------------ | ------------------------------------------------------------------------------- | ------ |
| 1904    | États-Unis Arthur Newton George Underwood Paul Pilgrim Howard Valentine David Munson | Équipe mixte Jim Lightbody William Verner Lacey Hearn Albert Corey Sidney Hatch |        |

### Cross country
| Édition | Or                       | Argent                  | Bronze                   |
| ------- | ------------------------ | ----------------------- | ------------------------ |
| 1912    | Hannes Kolehmainen (FIN) | Hjalmar Andersson (SWE) | John Eke (SWE)           |
| 1920    | Paavo Nurmi (FIN)        | Eric Backman (SWE)      | Heikki Liimatainen (FIN) |
| 1924    | Paavo Nurmi (FIN)        | Ville Ritola (FIN)      | Earl Johnson (USA)       |

### Cross country par équipe
| Édition | Or                                                         | Argent                                                    | Bronze                                                           |
| ------- | ---------------------------------------------------------- | --------------------------------------------------------- | ---------------------------------------------------------------- |
| 1912    | Suède Hjalmar Andersson John Eke Josef Ternström           | Finlande Hannes Kolehmainen Jalmari Eskola Albin Stenroos | Grande-Bretagne Frederick Hibbins Ernest Glover Thomas Humphreys |
| 1920    | Finlande Paavo Nurmi Heikki Liimatainen Teodor Koskenniemi | Grande-Bretagne James Wilson Frank Hegarty Alfred Nichols | Suède Eric Backman Gustaf Mattsson Hilding Ekman                 |
| 1924    | Finlande Paavo Nurmi Ville Ritola Heikki Liimatainen       | États-Unis Earl Johnson Arthur Studenroth August Fager    | France Henri Lauvaux Gaston Heuet Maurice Norland                |

### 3 000 m marche
| Édition | Or                 | Argent              | Bronze              |
| ------- | ------------------ | ------------------- | ------------------- |
| 1920    | Ugo Frigerio (ITA) | George Parker (AUS) | Richard Remer (USA) |

### 3 500 m marche
| Édition | Or                  | Argent            | Bronze           |
| ------- | ------------------- | ----------------- | ---------------- |
| 1908    | George Larner (GBR) | Ernest Webb (GBR) | Harry Kerr (ANZ) |

### 10 km marche
| Édition | Or                    | Argent                  | Bronze                  |
| ------- | --------------------- | ----------------------- | ----------------------- |
| 1912    | George Goulding (CAN) | Ernest Webb (GBR)       | Fernando Altimani (ITA) |
| 1920    | Ugo Frigerio (ITA)    | Joseph Pearman (USA)    | Charles Gunn (GBR)      |
| 1924    | Ugo Frigerio (ITA)    | Gordon Goodwin (GBR)    | Cecil McMaster (RSA)    |
| 1948    | John Mikaelsson (SWE) | Ingemar Johansson (SWE) | Fritz Schwab (SUI)      |
| 1952    | John Mikaelsson (SWE) | Fritz Schwab (SUI)      | Bruno Junk (URS)        |

### 10 miles marche
| Édition | Or                  | Argent            | Bronze               |
| ------- | ------------------- | ----------------- | -------------------- |
| 1908    | George Larner (GBR) | Ernest Webb (GBR) | Edward Spencer (GBR) |

### Saut en hauteur sans élan
| Édition | Or                | Argent                         | Bronze                         |
| ------- | ----------------- | ------------------------------ | ------------------------------ |
| 1900    | Ray Ewry (USA)    | Irving Baxter (USA)            | Lewis Sheldon (USA)            |
| 1904    | Ray Ewry (USA)    | Joseph Stadler (USA)           | Lawson Robertson (USA)         |
| 1908    | Ray Ewry (USA)    | John Biller (USA)              |                                |
| 1908    | Ray Ewry (USA)    | Konstantínos Tsiklitíras (GRE) |                                |
| 1912    | Platt Adams (USA) | Benjamin Adams (USA)           | Konstantínos Tsiklitíras (GRE) |

### Saut en longueur sans élan
| Édition | Or                             | Argent                         | Bronze                 |
| ------- | ------------------------------ | ------------------------------ | ---------------------- |
| 1900    | Ray Ewry (USA)                 | Irving Baxter (USA)            | Émile Torchebœuf (FRA) |
| 1904    | Ray Ewry (USA)                 | Charles King (USA)             | John Biller (USA)      |
| 1908    | Ray Ewry (USA)                 | Konstantínos Tsiklitíras (GRE) | Martin Sheridan (USA)  |
| 1912    | Konstantínos Tsiklitíras (GRE) | Platt Adams (USA)              | Benjamin Adams (USA)   |

### Triple saut sans élan
| Édition | Or             | Argent              | Bronze               |
| ------- | -------------- | ------------------- | -------------------- |
| 1900    | Ray Ewry (USA) | Irving Baxter (USA) | Robert Garrett (USA) |
| 1904    | Ray Ewry (USA) | Charles King (USA)  | Joseph Stadler (USA) |

### Lancer du poids à deux mains
| Édition | Or               | Argent                 | Bronze                |
| ------- | ---------------- | ---------------------- | --------------------- |
| 1912    | Ralph Rose (USA) | Patrick McDonald (USA) | Elmer Niklander (FIN) |

### Triathlon (1904)
| Édition | Or                 | Argent           | Bronze             |
| ------- | ------------------ | ---------------- | ------------------ |
| 1904    | Max Emmerich (USA) | John Grieb (USA) | William Merz (USA) |

- Les épreuves composant alors le triathlon étaient le saut en longueur, le lancer du poids et une course sur 100 yards.

### Lancer du disque - style antique
| Édition | Or                    | Argent             | Bronze                |
| ------- | --------------------- | ------------------ | --------------------- |
| 1908    | Martin Sheridan (USA) | Marquis Horr (USA) | Verner Järvinen (FIN) |

### Lancer du disque à deux mains
| Édition | Or                  | Argent                | Bronze               |
| ------- | ------------------- | --------------------- | -------------------- |
| 1912    | Armas Taipale (FIN) | Elmer Niklander (FIN) | Emil Magnusson (SWE) |

### Lancer du poids 56 livres
| Édition | Or                       | Argent              | Bronze                |
| ------- | ------------------------ | ------------------- | --------------------- |
| 1904    | Étienne Desmarteau (CAN) | John Flanagan (USA) | James Mitchell (USA)  |
| 1920    | Patrick McDonald (USA)   | Patrick Ryan (USA)  | Carl Johan Lind (SWE) |

### Javelot style libre
| Édition | Or                 | Argent                 | Bronze           |
| ------- | ------------------ | ---------------------- | ---------------- |
| 1908    | Eric Lemming (SWE) | Michális Dórizas (GRE) | Arne Halse (NOR) |

### Lancer du javelot à deux mains
| Édition | Or                  | Argent                 | Bronze              |
| ------- | ------------------- | ---------------------- | ------------------- |
| 1912    | Juho Saaristo (FIN) | Väinö Siikaniemi (FIN) | Urho Peltonen (FIN) |

### Pentathlon
| Édition | Or                  | Argent                | Bronze                |
| ------- | ------------------- | --------------------- | --------------------- |
| 1912    | Ferdinand Bie (NOR) | James Donahue (USA)   | Frank Lukeman (CAN)   |
| 1912    | Jim Thorpe (USA)    | James Donahue (USA)   | Frank Lukeman (CAN)   |
| 1920    | Eero Lehtonen (FIN) | Everett Bradley (USA) | Hugo Lahtinen (FIN)   |
| 1924    | Eero Lehtonen (FIN) | Elemér Somfay (HUN)   | Robert LeGendre (USA) |

1912-24 - saut en longueur, javelot, 200 m, lancer du disque et 1500 m

## Femmes

### 3 000 m
| Édition | Or                      | Argent                   | Bronze                |
| ------- | ----------------------- | ------------------------ | --------------------- |
| 1984    | Maricica Puica (ROU)    | Wendy Smith-Sly (GBR)    | Lynn Williams (CAN)   |
| 1988    | Tatyana Samolenko (URS) | Paula Ivan (ROU)         | Yvonne Murray (GBR)   |
| 1992    | Yelena Romanova (EUN)   | Tatyana Dorovskikh (EUN) | Angela Chalmers (CAN) |

### 80 m haies
| Édition | Or                                   | Argent                   | Bronze                   |
| ------- | ------------------------------------ | ------------------------ | ------------------------ |
| 1932    | Babe Didrikson (USA)                 | Evelyne Hall (USA)       | Marjorie Clark (RSA)     |
| 1936    | Trebisonda Valla (ITA)               | Anni Steuer (GER)        | Elizabeth Taylor (CAN)   |
| 1948    | Fanny Blankers-Koen (NED)            | Maureen Gardner (GBR)    | Shirley Strickland (AUS) |
| 1952    | Shirley Strickland de la Hunty (AUS) | Maria Golubnichaya (URS) | Maria Sander (GER)       |
| 1956    | Shirley Strickland de la Hunty (AUS) | Gisela Köhler (EUA)      | Norma Thrower (AUS)      |
| 1960    | Irina Press (URS)                    | Carole Quinton (GBR)     | Gisela Birkemeyer (EUA)  |
| 1964    | Karin Balzer (EUA)                   | Teresa Cieply (POL)      | Pam Kilborn (AUS)        |
| 1968    | Maureen Caird (AUS)                  | Pam Kilborn (AUS)        | Chi Cheng (ROC)          |

### 10 km marche
| Édition | Or                      | Argent                   | Bronze           |
| ------- | ----------------------- | ------------------------ | ---------------- |
| 1992    | Chen Yueling (CHN)      | Yelena Nikolayeva (EUN)  | Li Chunxiu (CHN) |
| 1996    | Yelena Nikolayeva (RUS) | Elisabetta Perrone (ITA) | Wang Yan (CHN)   |

### Pentathlon
| Édition | Or                       | Argent                    | Bronze                 |
| ------- | ------------------------ | ------------------------- | ---------------------- |
| 1964    | Irina Press (URS)        | Mary Rand (GBR)           | Galina Bystrova (URS)  |
| 1968    | Ingrid Becker (FRG)      | Liese Prokop (AUT)        | Annamária Tóth (HUN)   |
| 1972    | Mary Peters (GBR)        | Heide Rosendahl (FRG)     | Burglinde Pollak (GDR) |
| 1976    | Siegrun Siegl (GDR)      | Christine Laser (GDR)     | Burglinde Pollak (GDR) |
| 1980    | Nadezhda Tkachenko (URS) | Olga Rukavishnikova (URS) | Olga Kuragina (URS)    |